# Intertrigo

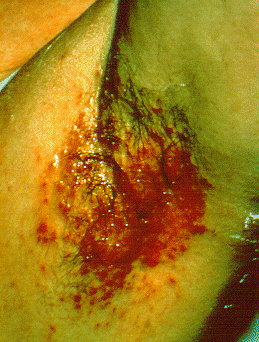
Opruzenina na paži

Intertrigo (opruzenina, lidově též vlk) je zánět (vyrážka) objevující se v místech kde se povrch kůže stýká s jiným povrchem kůže nebo oděvem a zabraňuje odvětrávání nebo se o tuto plochu tře a v souvislosti s narušením pokožky se zde uchytí bakteriální, houbové nebo virové infekce a rozvinou v zánět. U malých dětí k takové reakci běžně dochází vlivem moči, u dospělých často stačí pot a nedostatek přívodu vzduchu. Setkáváme se také s termínem plenková dermatitida, který se v zásadě kryje s definicí intertriga.
Intertrigo obvykle vzniká třením teplé vlhké kůže na vnitřní straně stehen, v oblasti genitálií, v podpaží, pod prsy, pod břichem, za ušima a v oblasti mezi prsty rukou i nohou. Při intetrigu je kůže zarudlá a zhrublá, může svědit, mokvat a být citlivá. Intertrigo se častěji vyskytuje u lidí s nadváhou, s diabetem, odkázaných na lůžko nebo užívajících pleny, a také s aplikovanými lékařskými prostředky, například protézami, které drží vlhkost na kůži. Za rozvojem intertriga mohou stát také různé kožní nemoci, například dermatitida nebo inverzní psoriáza.

## Léčba
Obecně u léčby všech kožních vyrážek platí, že méně je více, při přetrvávání déle než týden je potřeba konzultace s dermatologem. Infekci lze léčit povrchovou nebo orální medikací. Nejčastější léčbou je aplikace dětského krému (proti plenkové dermatitidě), například s oxidem zinečnatým. Pro přetrvávající intertrigo se používají fungicidní krémy, například jednoprocentní clotrimazol, společně s běžným krémem/mastí (viz výše). Prostředky k likvidaci opruzenin jsou krémy a zásypy zajišťující vysušení spolu s likvidací nežádoucích bakterií, či například koupel v bazénu, jehož voda je ošetřena chlornanem sodným.
Doporučuje se pro aplikaci krémů s oxidem zinečnatým používat papírové ubrousky, protože je velmi obtížné smýt oxid zinečnatý z rukou (odolává vodě). Mezi další složky krémů, které jsou přínosné pro léčbu intertriga, patří olej z tresčích jater a olej ze žraločích jater. Tyto oleje jsou dostupné i ve formě tobolek.
Hydrokortizon v malých dávkách může pomoci odstranit bolest a příznaky infekce, ale sám o sobě neléčí.
Existují též kapesníčky, které obsahují antimykotické a antibakteriální látky a jsou vhodné jak k prevenci, tak k léčbě. Kapesníčky lze přikládat na jíž poškozenou kůži a je potřeba počítat s tím, že první pocit je velmi palčivý, ale ustupuje do chladivé úlevy.
Návratu intertriga pomůže předejít udržování příslušných oblastí v suchu a za přístupu vzduchu. Při nadváze pomůže zhubnutí. Mezi další postupy patří používání antibakteriálního mýdla, krytí kůže nebo její bandáž bavlněnou tkaninou (pohlcuje vlhkost), ošetřování kůže zásypy (včetně samotného kukuřičného škrobu) a také používání antiperspirantů (pozor: neaplikovat na kůži poškozenou intertrigem). Relapsy jsou běžné a vyžadují odbornou péči dermatologa.